# Aglaoctenus castaneus
Aglaoctenus castaneus es una especie de arañas araneomorfas de la familia Lycosidae. Se encuentra en Sudamérica. Fue descrita por primera vez por el zoólogo brasileño Cândido Firmino de Mello-Leitão y la descripción publicada en la Revista Brasileira de Biologia 2: 429-434 en 1942. Se encuentran en América del Sur, por lo general en bosques húmedos. Son arañas semélparas, es decir, se reproducen una sola vez, y con un ciclo vital anual.
Sus telarañas consisten en una lámina aproximadamente horizontal, densamente mallada, que continua con la superficie inferior en forma de un embudo en un borde. La velocidad de carrera es importante para A. castaneus en la captura de presas. Cuando una presa cae en la telaraña, la araña la muerde, inmoviliza y envuelve. La envoltura de la presa en A. castaneus corresponde al comportamiento de «envoltura post-inmovilización» de las especies de migalomorfos y araneomorfos (tanto con como sin redes); probablemente sirve para hacer que el paquete de presa sea más compacto y manejable después de que la presa sea sometida.